# Lubiechowo-Przystanek
Lubiechowo-Przystanek [lubjɛˈxɔvɔ pʂɨsˈtanɛk] là một khu định cư ở khu hành chính của Gmina Karlino, thuộc quận Białogard, West Pomeranian Voivodeship, ở phía tây bắc Ba Lan. Nó nằm khoảng 4 kilômét (2 mi)   phía tây bắc của Karlino, 12 km (7 mi) về phía tây bắc của Białogard và 110 km (68 mi) về phía đông bắc của thủ đô khu vực Szczecin.
Trước năm 1945, khu vực này là một phần của Đức. Đối với lịch sử của khu vực, xem Lịch sử của Pomerania.
Khu định cư có dân số 270 người.